# HD 76653
HD 76653 là tên của một ngôi sao đơn lẻ nằm trong một chòm sao phương nam tên là Thuyền Phàm. Với cấp sao biểu kiến là 5,71, ta nhìn thấy nó là một ngôi sao mờ nhạt bằng mắt thường. Để có thể nhìn thấy nó rõ ràng nhất, ta cần có một vị trí cách xa thành thị (do sự ô nhiễm ánh sáng đã làm hạn chế tầm nhìn) và điều kiện thời tiết tốt. Dựa trên giá trị thị sai đo được là 41,40 mas, khoảng cách của nó với mặt trời của chúng ta là khoảng xấp xỉ 79 năm ánh sáng. Hiện tại, nó đang di chuyển về phía chúng ta với vận tốc là 6 km/s. Có một xác suất rất cao, đến 96% rằng nó cùng chuyển động với một hệ ba ngôi sao tên là Delta Velorum. Cả hai thiên thể trên cách nhau 2,2 năm ánh sáng (0,6605 parsec) và có chung chuyển động riêng. Cả hai rất có thể là thành viên của nhóm di chuyển Ursa Major.
Nó là một ngôi sao loại F, nằm trong dãy chính với quang phổ loại F6 V. Nó lớn hơn mặt trời do nặng gấp 1,22 lần khối lượng mặt trời và có độ sáng gấp 1,35 lần mặt trời. Nó tỏa ra năng lượng gấp 2,72 lần mặt trời với nhiệt độ hiệu dụng là 6296 Kelvin. Năm 2012, Fuhrmann và Chini đã xác định tuổi của ngôi sao này là 2 tỉ năm, nhưng một năm sau thì Pace xác định tuổi của nó là khoảng 770 triệu năm. Tuy nhiên, HD 76653 là một nguồn phát ra tia X với cường độ 214,3 × 1027 erg, cao một cách bất thường nếu tuổi của nó là 2 tỉ năm. Độ kim loại của nó là gần bằng mặt trời và đang tự quay với vận tốc 10,3 km/s.
Bên cạnh đó nó còn cho thấy sự dư thừa hồng ngoại, điều này có thể cho rằng nó có một đĩa sao.

## Dữ liệu hiện tại
Theo như quan sát, đây là ngôi sao nằm trong chòm sao Thuyền Phàm và dưới đây là một số dữ liệu khác:
- Xích kinh 08h 55m 11.7819s[10]
- Độ nghiêng −54° 57′ 56.767″[10]
- Cấp sao biểu kiến 5,71[2]
- Cấp sao tuyệt đối +3,79[8]
- Vận tốc hướng tâm −59±04[3] km/s
- Loại quang phổ F6 V[5]
- Giá trị thị sai 41,4 +/- 0,22[11]